# سوسن متفاخر
السوسن المتفاخر (باللاتينية: Iris histrio) هو أحد أنواع السوسن من الفصيلة السوسنية.

## الموئل والانتشار
ينتشر في بلاد الشام وتركيا.

## مرادفات للاسم العلمي
- (باللاتينية: Iridodictyum histrio (Rchb. f.) Rodion.)
- (باللاتينية: Xiphion histrio (Rchb. f.) Hook. f.)
- (باللاتينية:                             							 								                             	Iris reticulata var. histrio (Rchb. f.) Foster)
- (باللاتينية: Iris libani Reut. ex Baker)
- (باللاتينية:                             							 								                             	Iris histrio subsp. aintabensis (G. P. Baker) B. Mathew)
- (باللاتينية: Iridodictyum histrio (Rchb. f.) Rodion.)
- (باللاتينية: Iris histrio var. aintabensis G. P. Baker)